# Soldier Front
Soldier Front (noto anche come Special Force), comunemente abbreviato come SF, è un videogioco FPS tattico, creato in origine nel 2004 dalla coreana DragonFly, e in seguito pubblicato, dopo avere guadagnato una certa popolarità, negli Stati Uniti dalla ijji.

## Armi
I giocatori possono usare diversi tipi di armi, dai fucili da cecchino ai fucili d'assalto. L'uso prolungato "usura" le armi e queste, perdendo precisione ed efficacia, devono essere riparate pagando con i crediti in gioco.

## Equipaggiamento
I giocatori possono anche equipaggiare i loro personaggi con vari oggetti, noleggiabili per un determinato periodo di tempo; quando il tempo scade, l'equipaggiamento viene rimosso dall'inventario del giocatore. Sono disponibili maschere antigas, blaclava, elmetti e equipaggiamenti da difesa. Alcuni oggetti riducono il danno subito dal giocatore, come i giubbotti antiproiettili e gli elmetti, mentre altri possono migliorare la velocità e l'agilità del giocatore, come dei particolari cappelli. Altri oggetti possono dare dei SP (special points) con cui guadagnare più esperienza. Alcuni oggetti possono essere noleggiati con dei G Coins, essi danno maggiore SP (stamina point) e altri bonus.

## Soldier Frontnel mondo
Il gioco è distribuito non solo in Corea del Sud e Nord America, ma anche in Thailandia, Vietnam, Cina, Taiwan, Giappone e altre nazioni. Principalmente il gioco è conosciuto come Special Force.
Lanciato in Cina dalla CDC corp. sotto il nome appunto di special force il 20 giugno 2007, lanciato in Vietnam anche questo sotto il nome di Special Force dalla FPT Telecom il 26 gennaio 2008. Le diverse versioni distribuite da diverse compagnie hanno diversi vantaggi come ad esempio mappe e armi che devono ancora arrivare nella versione internazionale